# HD 90264
HD 90264 är en dubbelstjärna belägen i den mellersta delen av stjärnbilden Kölen, som också har Bayer-beteckningen L Carinae. Den har en kombinerad skenbar magnitud av ca 4,97 och är svagt synlig för blotta ögat där ljusföroreningar ej förekommer. Baserat på parallaxmätning inom Hipparcosuppdraget på ca 8,1 mas, beräknas den befinna sig på ett avstånd på ca 402 ljusår (ca 123 parsek) från solen. Den rör sig bort från solen med en heliocentrisk radialhastighet på ca 12 km/s. Stjärnan ingår i nedre Centaurus Crux-föreningen av Sco-Cen-komplexet.

## Egenskaper
Primärstjärnan HD 90264 A är en blå till vit stjärna i huvudserien av spektralklass B8 V. Den har en massa som är ca 4,3 solmassor, en radie som är ca 2,5 solradier och har ca 288 gånger solens utstrålning av energi från dess fotosfär vid en effektiv temperatur av ca 12 400 K.
Konstellationen befanns 1977 vara en snäv dubbelsidig spektroskopisk dubbelstjärna, bestående av två huvudseriestjärnor av spektraltyp B. Den har en nära cirkulär bana med en omloppsperiod på 15,727 dygn och en halv storaxel på 0,2449 AE och verkar ha ett synkroniserat omlopp. Båda stjärnorna verkar ha underskott av helium. Primärstrjärnan är en heliumvariabelstjärna medan följeslagaren är en kvicksilvermanganstjärna. Båda stjärnornas variabilitet ligger väl i linje med omloppsperioden.